# F for Fake
F for Fake és una pel·lícula de docudrama del 1973, dirigida i protagonitzada per Orson Welles al costat de François Reichenbach, Oja Kodar, i Gary Graver. Estrenada inicialment el 1974, se centra en la narració d'Elmyr de Hory de la seva carrera com a falsificador professional d'obres d'art; la història de Hory serveix de teló de fons per a una investigació minuciosa i feixuga de les naturaleses de l'autoria i l'autenticitat, així com la base del valor de l'art. Llunyanament documental, la pel·lícula funciona en diversos gèneres i ha estat descrita com un assaig cinematogràfic.
Lluny de servir com a documental tradicional sobre Elmyr de Hory, la pel·lícula també incorpora a la companya de Welles Oja Kodar, el notori "fals biògraf" Clifford Irving, i a Orson Welles com a ell mateix.
A més de la pel·lícula de 88 minuts, el 1976 Welles també va rodar i editar un curtmetratge de 9 minuts com a "tràiler", totalment format per material original que no es troba a la pel·lícula principal.

## Argument
La pel·lícula comença amb Welles fent trucs de màgia per a alguns nens mentre Kodar mira a prop. Welles cita Robert-Houdin amb l'efecte que el mag només és un actor. Welles promet que per a la propera hora tot el film es basarà en un fet sòlid. A continuació, es mostra Kodar passejant per un carrer amb una minifaldilla mentre es deixa veure pels homes del carrer. Welles revela que el metratge ha estat obtingut a partir d'un altre experiment sobre l'observació de noies, on Kodar crida l'atenció deliberadament sobre ella mateixa i els homes no sabien que els filmaven. Welles diu que la seva història continuarà més endavant a la pel·lícula i, després, narra la història d'Elmyr de Hory, un falsificador d'art que va vendre moltes pintures falses a museus i col·leccionistes d'arreu del món. Elmyr és mostrat en un sopar a la seva casa d'Eivissa i és festejat per la societat europea, tot i que balla la qüestió de si és culpable o no. Un dels filmats és Clifford Irving, qui havia publicat una biografia d'Elmyr anomenada Fake, i més tard es va revelar, amb un notori escàndol, que havia creat una falsa "biografia autoritzada" de Howard Hughes. Welles discuteix la ironia de Irving comentant la falsificació d'Elyr mentre que havia comès una versió d'ell mateix (Welles afirma que Irving hauria d'haver estat en el procés de treball de la falsificació en el moment en què va ser filmat per al projecte Elmyr). Irving i Elmyr parlen dels traficants d'art que van ser enganyats per les falsificacions i Welles es pregunta si això vol dir que els distribuïdors i taxadors d'art també són falsos.
Welles presenta més de la història d'Irving d'haver tingut contacte secret amb Hughes, i les històries estranyes del comportament de Hughes que potser podrien o no ser certes. Ell es pregunta si creure aquestes històries fa que una persona sigui crèdula o no, i qüestiona la veritable saviesa dels anomenats experts, que van verificar que la falsificació d'Irving era autèntica. Mostra a Reichenbach que explica com Elmyr li proporcionà diverses pintures d'autenticitat qüestionable, però als distribuïdors d'art que els va donar les acceptaren voluntàriament a cegues. Welles assenyala que Elmyr ni tan sols és propietari de la casa on viu; és proporcionada per un comerciant d'art. Welles narra el seu propi ús passat de la falsificació: com va obtenir un treball a Irlanda al·legant falsament ser un famós actor de Nova York i com la seva emissió de La guerra dels mons va fer un ús deliberat de falses notícies per potenciar la història. També assenyala la coincidència que la seva primera pel·lícula Ciutadà Kane originalment seria una versió ficcionada de Howard Hughes.
Irving descriu com Elmyr era gairebé indigent quan era jove i subsistia a Amèrica fent i venent falsificacions que no es distingien de les obres reals, mentre que es mantenia un pas per davant de la llei mitjançant freqüents trasllats. Finalment es va traslladar a Eivissa, però no va ser processat per falta de testimonis de la falsificació actual, així com per l'escàndol que podria despertar en revelar la profunditat de la complicitat del mercat d'art en l'engany. Elmyr insisteix que mai no va signar cap falsificació i Welles es pregunta si, davant el fet que tot l'art acabi caient a la ruïna, una signatura importa realment per a qualsevol obra d'art. Il·lustra el punt amb imatges de la catedral de Chartres, assenyalant que no es coneixen els noms dels homes que van crear el magnífic edifici i les escultures que l'adornen. No van signar la seva feina, però ha perdurat.
Welles finalment presenta la història de Kodar: va fer vacances al mateix poble que Picasso, qui va pintar 22 peces amb ella com a model. Ellaa insistir que se li permetia guardar les pintures, però més tard quan Picasso va llegir sobre una aclamada exposició de 22 peces noves, va anar-hi amb ràbia, només per descobrir que les peces eren falsificacions. Kodar va portar Picasso al seu avi, el falsificador, que va defensar amb orgull el seu treball mentre Picasso reclamava amb ràbia les pintures. Aquest diàleg és presentat per Welles i Kodar, que representen les parts de l'avi i Picasso respectivament. Welles confessa llavors que tot el que havia promès a l'"hora següent" era veritat, i que ja havia passat aquesta hora. Admet que tota la història de Kodar, el seu avi i de Picasso és invenció. Es disculpa, cita la afirmació de Picasso que l'art és una mentida que ens fa veure la veritat i dona bona nit al públic.

## Repartiment
- Orson Welles – Ell mateix
- Elmyr de Hory – El falsificador d'art
- Oja Kodar – La noia
- Joseph Cotten – Participant especial
- François Reichenbach – Participant especial
- Richard Wilson – Participant especial
- Paul Stewart – Participant especial
- Mark Forgy – Assistent d'Elmyr de Hory
- Alexander Welles – Participant especial (com a Sasa Devcic)
- Gary Graver – Participant especial
- Andrés Vicente Gómez – Participant especial
- Julio Palinkas – Participant especial
- Christian Odasso – Participant especial
- Françoise Widhoff – Participant especial
- Peter Bogdanovich – Participant especial (veu)
- William Alland – Participant especial (veuu)
- Jean-Pierre Aumont – Ell mateix (no acreditat)
- Laurence Harvey – Ell mateix (no acreditat)
- Clifford Irving – Ell mateix (no acreditat)
- Nina van Pallandt – Ella mateixa (no acreditada)

## Localitzacions

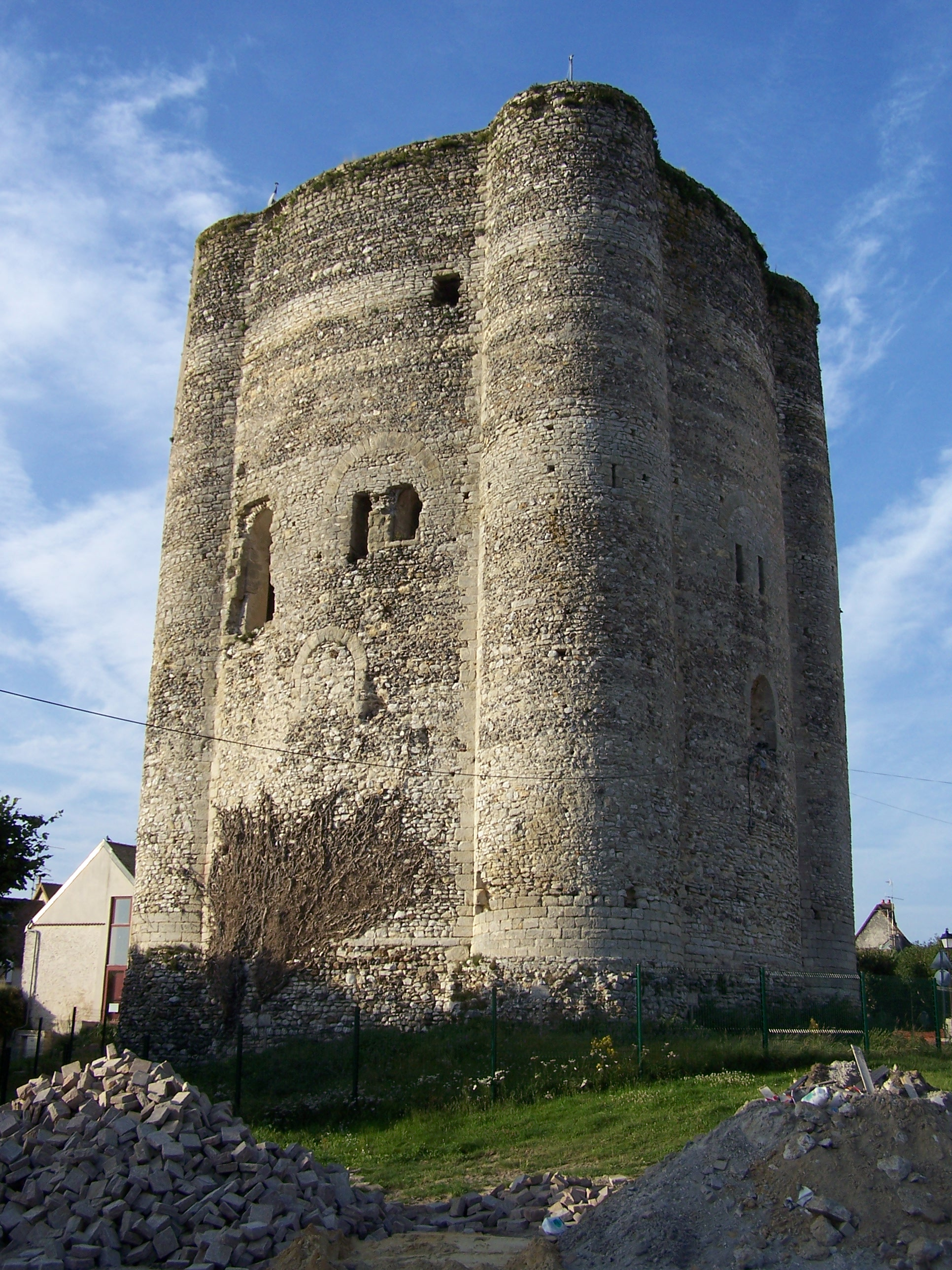
El Donjon de Houdan, vist en la història d'Oja i Picasso.

- Roma, Itàlia: seqüència d'observació de noies
- Eivissa - elements de la pel·lícula de 16 mm del documental original de Reichenbach
- París, França - Gare d'Austerlitz, Champ de Mars, galeria d'art a la Rive Gauche, restaurant de marisc La Méditerranée
- Los Angeles – The Beverly Hills Hotel – El sandvitx de pernil de Howard Hughes[6]
- Catedral de Chartres – França
- Orvilliers, França – Orson Welles i Oja Kodar escenes de l'edició, escenaris per a diverses escenes interiors,
- Houdan, França – Història d'Oja i Picasso
- Aeroport de París-Orly – terrassa i saló principal de la terminal sud

## Tràiler
F for Fake no es va estrenar als Estats Units fins al 1976. Quan finalment va sortir, Welles va produir un "tràiler" previ, que era efectivament una pel·lícula de 9 minuts, totalment original, rodada i editada en un estil similar a la pròpia pel·lícula. A més d'alguns trets de càmera molt breus, la pel·lícula completa és un curtmetratge autònom que conté material original protagonitzat per Welles, Gary Graver i Oja Kodar. El tràiler ha estat restaurat en color, i s'inclou com a complement en algunes versions de DVD de la pel·lícula.

## Recepció
F for Fake es va enfrontar al rebuig popular generalitzat. La reacció crítica va anar des de la precisió fins a la confusió i l'hostilitat, i molts van trobar que el treball era autoindulgent i/o incoherent. F for Fake ha crescut una mica en estatura amb els anys. La pel·lícula abraça idees des de la notació conscient de si mateix del procés cinematogràfic fins a l'ús irònic de les pel·lícules de sèrie B de l'època dels cinquanta (Earth vs. the Flying Saucers). Welles va pensar que estava creant una nova forma de cinema. Quan l'escriptor Jonathan Rosenbaum va preguntar Welles si creava "Un documental?" va respondre "No, no és un documental: és un nou tipus de pel·lícula".